# Iglesia de Santa María (Spedalino Asnelli)

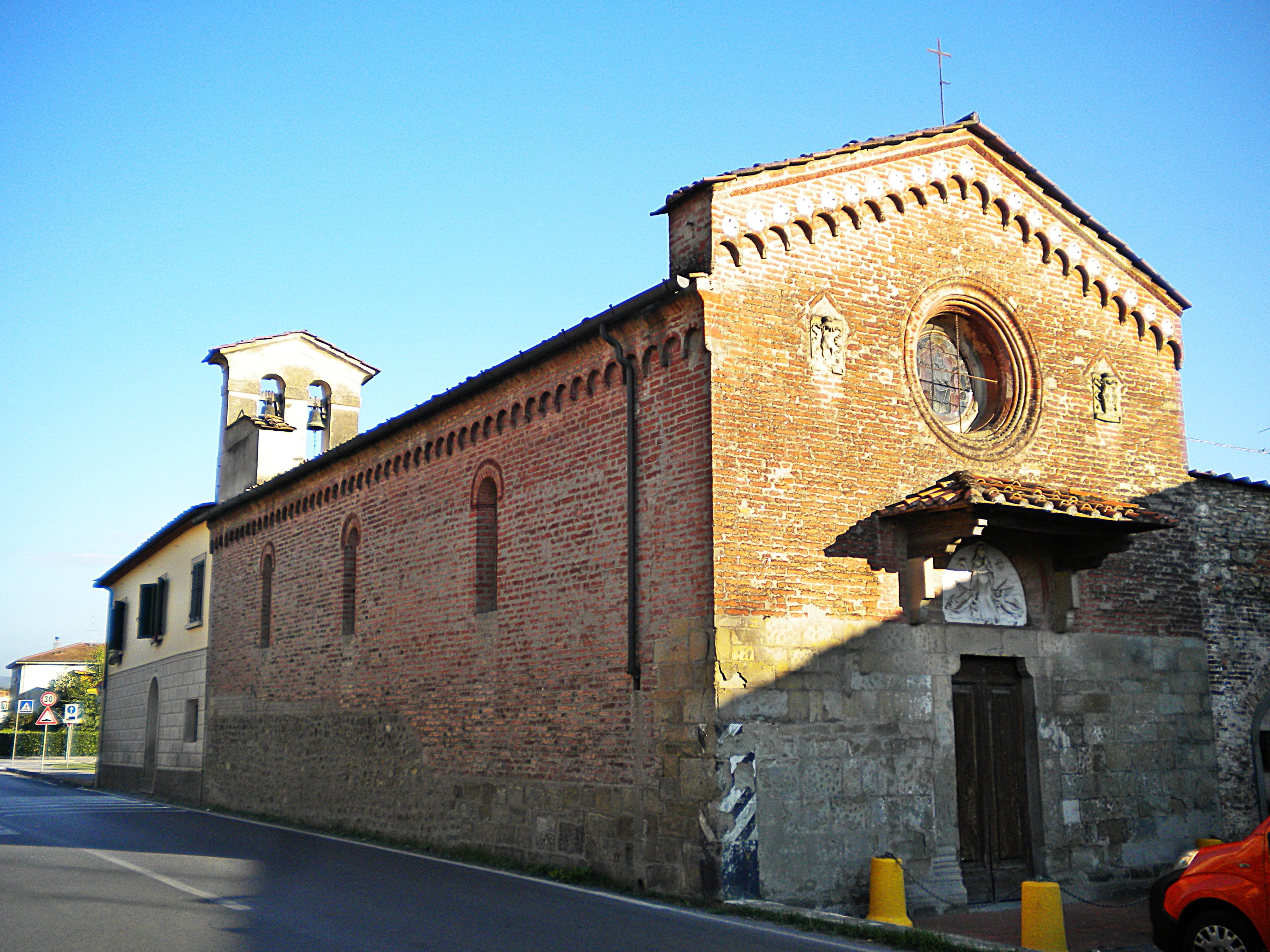
Santa Maria a Spedalino Asnelli

La iglesia de Santa María se encuentra en la localidad de Spedalino Asnelli, situada en el municipio toscano de Agliana (Italia).

## Descripción
Esta pequeña iglesia se construyó al lado de un hospital fundado en 1162 por Osnello. Dicho hospital era bien conocido durante la Edad Media, contando con una segunda sede en Pisa. Los edificios del antiguo hospital, dispuestos alrededor de la iglesia, se pueden reconocer todavía a pesar de los numerosos cambios. 
En la arquitectura de la iglesia se pueden ver trazas del románico de Pisa, con cuya ciudad dicha institución mantenía estrechas relaciones. En la fachada, se encuentran dos capas en piedra que se corresponden también con la edificación de la parte trasera, son todavía son visibles restos de la decoración en forma de diamante, típico de la región de Pisa.
En Pisa se conserva la decoración de cerámica de fondo del tímpano, complementadas y sustituidas en tiempos modernos.
- Datos: Q3673610
- Multimedia: Santa Maria Assunta (Spedalino Asnelli, Agliana) / Q3673610